# HempFlax

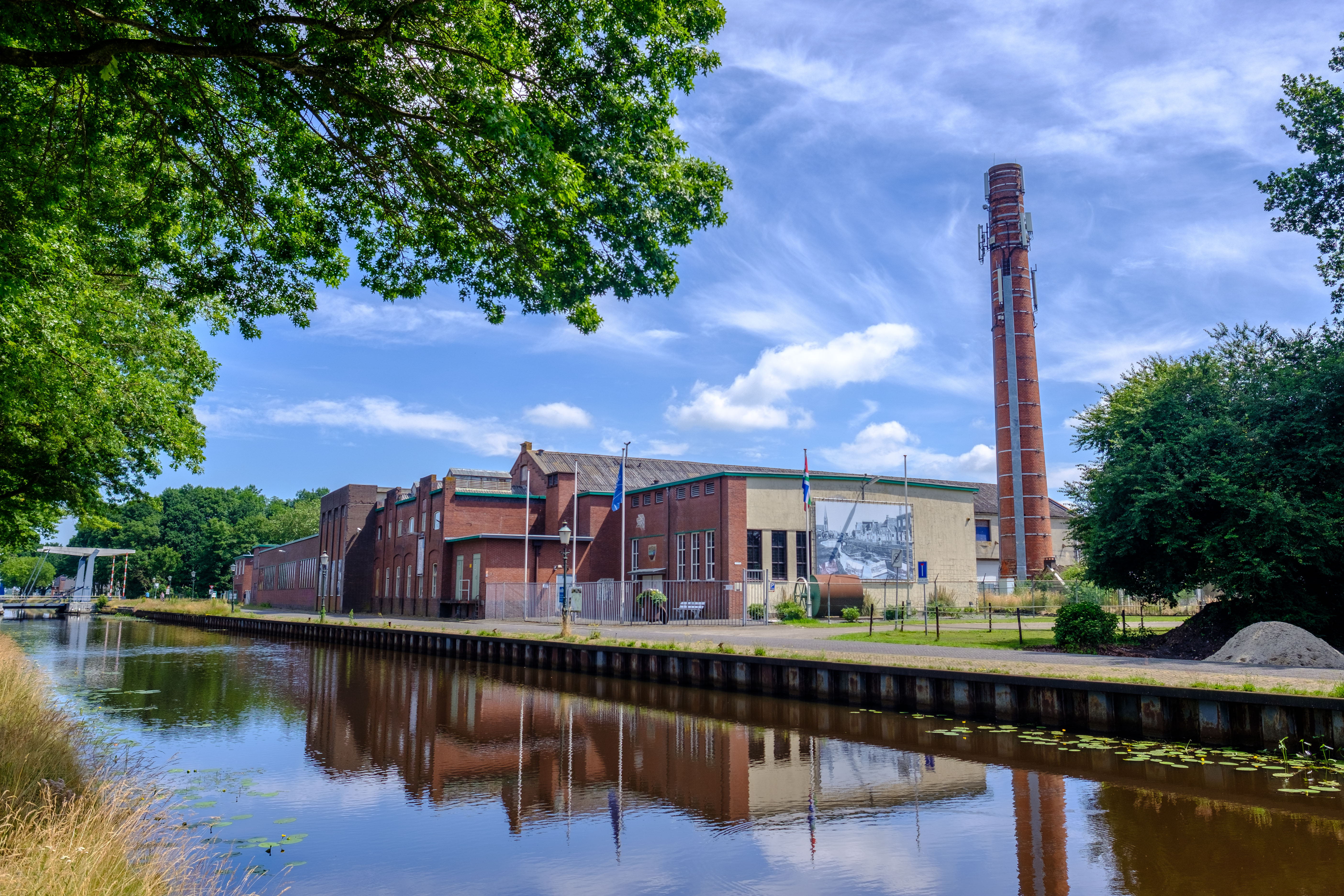
Het gebouw van HempFlax aan het Pekelderdiep in de voormalige strokartonfabriek Free & Co.

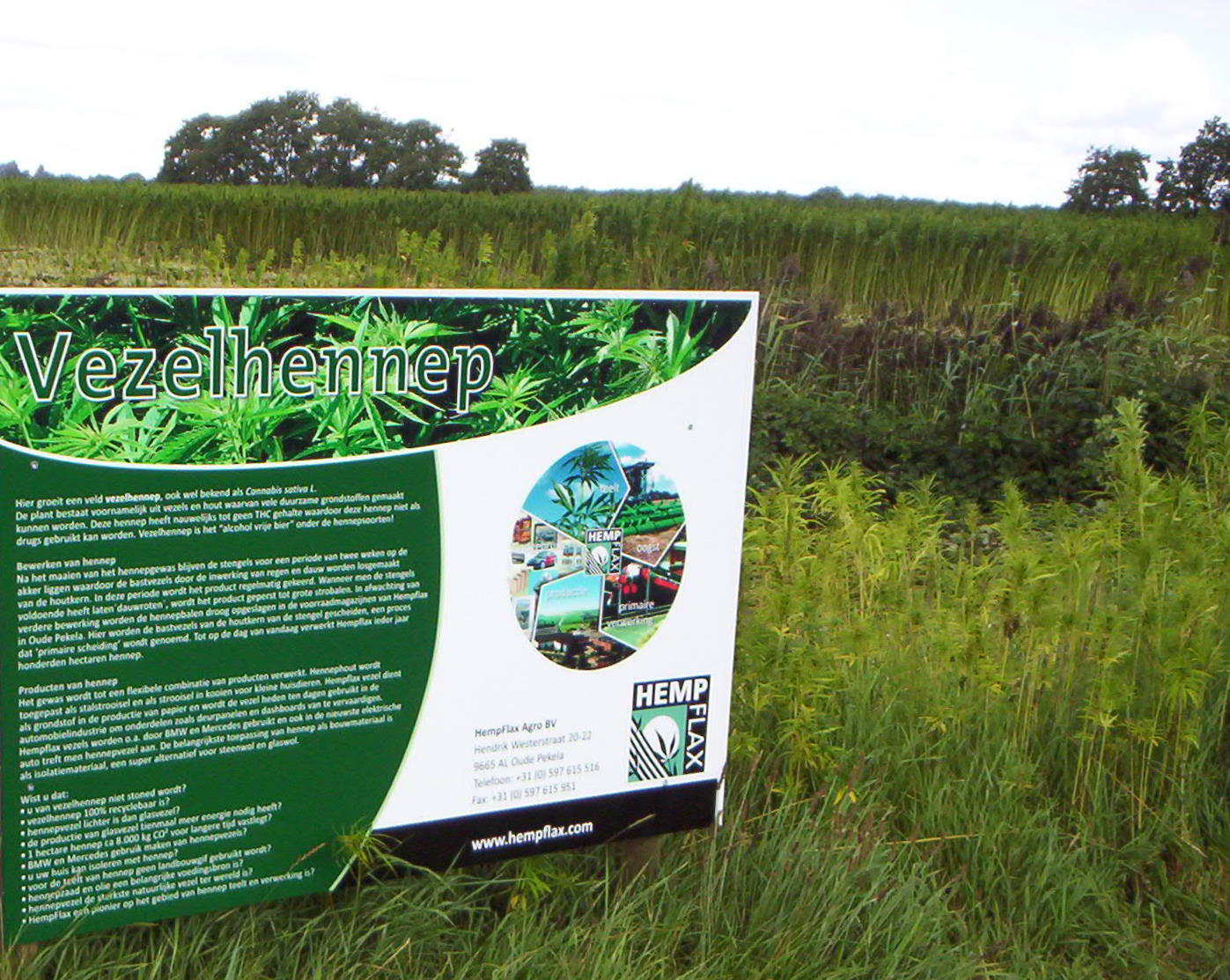
Akker met vezelhennep en een informatiebord van HempFlax

HempFlax is een Nederlands bedrijf dat vezelhennep teelt en verwerkt. Het bedrijf is gevestigd in Oude Pekela.

## Achtergronden
De teelt van vezelhennep vond vanouds op grote schaal in Nederland plaats. De op speciale hennepakkers geteelde hennepvezel was onontbeerlijk bij de bouw van zeilschepen, die een grote behoefte hadden aan touwwerk en canvas. Het vezelafval werd onder de benaming werk gebruikt om scheepsnaden te dichten.
Door vermindering van de zeilvaart en concurrentie van andere vezels werd de hennepteelt in Nederland minder rendabel en omstreeks 1940 was ze vrijwel geheel beëindigd.
Ontwikkelingen die vanaf de jaren zestig zijn ingezet brachten de hennepplant vooral in verband met drugs waardoor hennep een geheel ander imago kreeg. Er zijn echter henneprassen die gericht zijn op de productie van vezels en die nauwelijks de stemming beïnvloedende stoffen bevatten.

## HempFlax
In 1993 werd het bedrijf HempFlax opgericht. Dit bedrijf herintroduceerde de teelt van vezelhennep in Nederland. In 1994 werd 140 ha ingezaaid in Oost-Groningen, dit areaal groeide tot ongeveer 2400 ha in 2003. In het naburige Duitse Oldenburg werd een nevenvestiging opgezet.
Er werden speciale machines ontwikkeld om de hennep te oogsten en te verwerken. De verwerkingsmethode lijkt enigszins op die van vlas en omvat het roten, het zwingelen, het beuken en het hekelen. Hiertoe werd een verwerkingsfabriek gebouwd.
In 2015 werd in opdracht van HempFlax in Nederland 800 ha vezelhennep geteeld, 300 ha in Duitsland en 500 ha in Oost-Europa. 
Op 16 oktober 2015 werd in Sebes (Roemenië) de tweede fabriek van HempFlax geopend. Deze fabriek kan 40.000 ton grondstof per jaar verwerken welke geteeld wordt op het eigen akkerbouw bedrijf van HempFlax met in 2015 een oppervlakte van 800 hectares.

## Producten
Het hoofdproduct is de hennepvezel, die onder meer wordt verwerkt in matten en dergelijke voor de automobielindustrie. Er wordt ook een voor de textielindustrie geschikte vezel vervaardigd. Naast de vezel worden ook de houtkern, het blad, het zaad en het stof afgescheiden.
De houtkern wordt gebruikt voor de productie van papier. Hout en vezels kunnen ook worden verwerkt tot isolatiemateriaal voor de bouw. Het stof dient tot substraat voor plantenteelt. Uit het zaad kan onder meer lederolie worden vervaardigd, terwijl zaad en blad ook worden verwerkt tot voer en strooisel voor paarden en kleindieren.